# 楼文龙
楼文龙（1958年1月—），浙江诸暨人，中华人民共和国银行家。原中国共产党党员。原中国农业银行副行长。

## 生平
1958年1月，楼文龙出生在浙江省诸暨县（今诸暨市）。1980年，楼文龙从浙江银行学校（今浙江金融职业学院）毕业并且留校任教，先后出任团委书记兼学生科长、农金教研室主任等职。之后，楼文龙陆续在中国人民银行浙江省分行、中国人民银行上海分行等工作。1998年11月，中国人民银行实施管理体制实行改革，撤销省级分行，跨省（自治区、直辖市）设置九家分行，即大区分行，中国人民银行上海分行（今中国人民银行上海总部）率先成立大区分行，同时在杭州市、福州市两地设立金融监管办事处，对辖区内金融机构进行监管，楼文龙调任杭州金融监管办事处银行检查处处长、助理特派员。2002年，楼文龙调入北京市成方街32号，出任中国银行一司建行监管组副组长。2005年9月，楼文龙升任中国银行业监督管理委员会银行监管二部主任。2009年2月，楼文龙调任中国银行业监督管理委员会北京监管局局长兼党委书记。2012年8月，楼文龙出任中国农业银行股份有限公司高级管理层成员，9月升任中国农业银行股份有限公司副行长，12月出任中国农业银行股份有限公司执行董事、副行长。2017年4月18日，楼文龙辞职。2019年10月，楼文龙出任浙江恩坦产业与金融研究院院长。

### 落马
2024年5月16日，楼文龙涉嫌“严重违纪违法”接受中央纪委国家监委纪律审查和监察调查。楼文龙在浙江银行学校的校友，包括华夏银行原副行长王耀庭、成都农商行原行长李军、国家开发银行副行长何兴祥和国开行浙江省分行副行长倪贤孟都已经先后落马。楼文龙的领导和同事，如蔡鄂生（中国人民银行行长助理）、唐双宁（监管一司司长）、蔡江婷（银行监管二部监管二处处长）、赖小民，也都已经先后落马。
2024年11月21日，楼文龙被开除党籍。12月13日，樓文龍被逮捕。

## 家庭
楼文龙妻子吴晓敏是他浙江银行学校的校友，曾经担任国信证券投行部总经理。